# Promenade de l'allée du Séminaire - Jean-Jacques-Olier
La promenade de l'allée du Séminaire - Jean-Jacques-Olier est un espace vert du 6e arrondissement de Paris, en France.

## Situation et accès

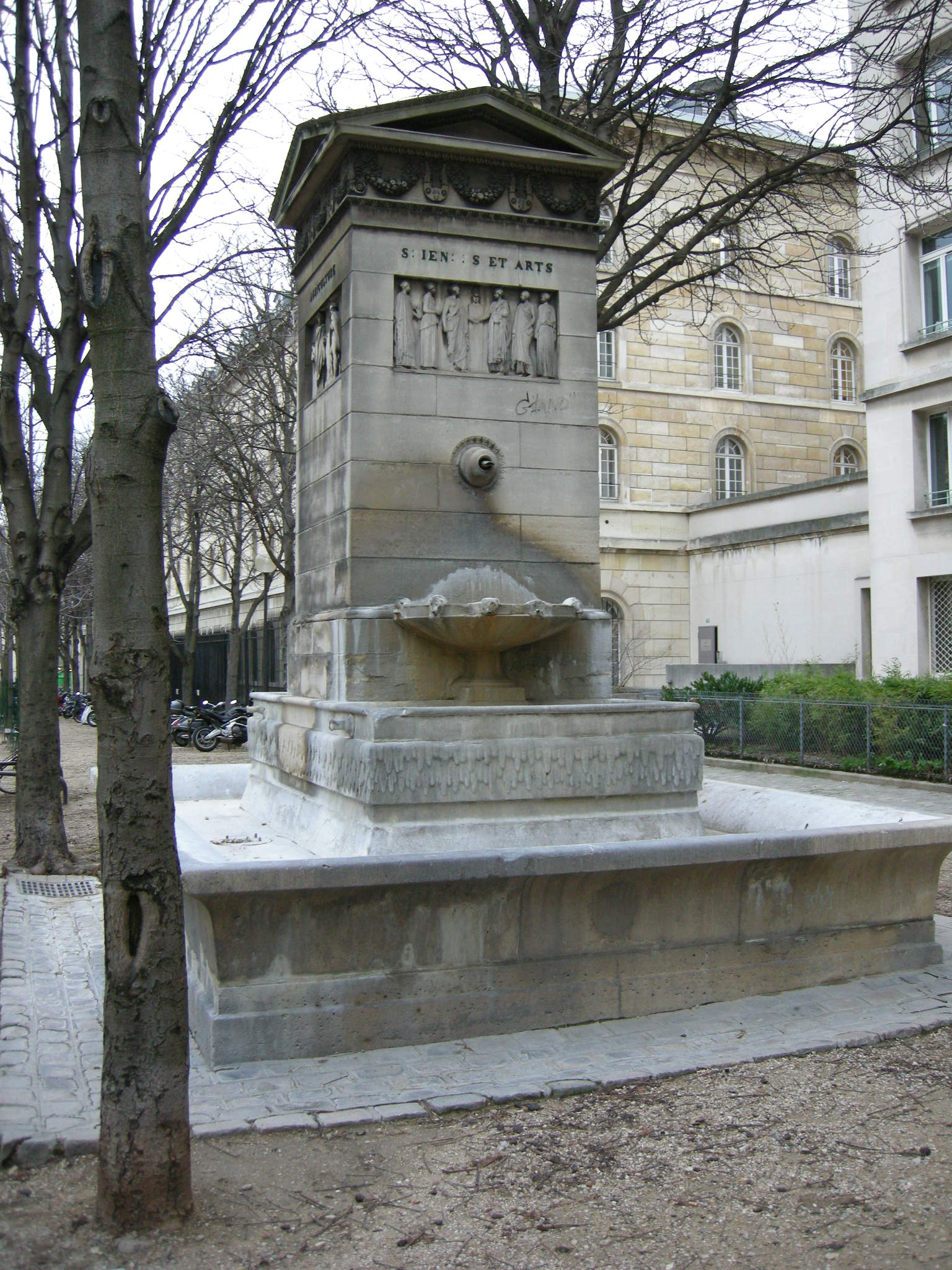
La fontaine de la Paix.

La promenade est située entre la rue de Vaugirard (vers le no 56) et la place Saint-Sulpice et longe la rue Bonaparte.
Elle est ouverte 24 heures sur 24.
Elle est desservie par la ligne   à la station Saint-Sulpice.

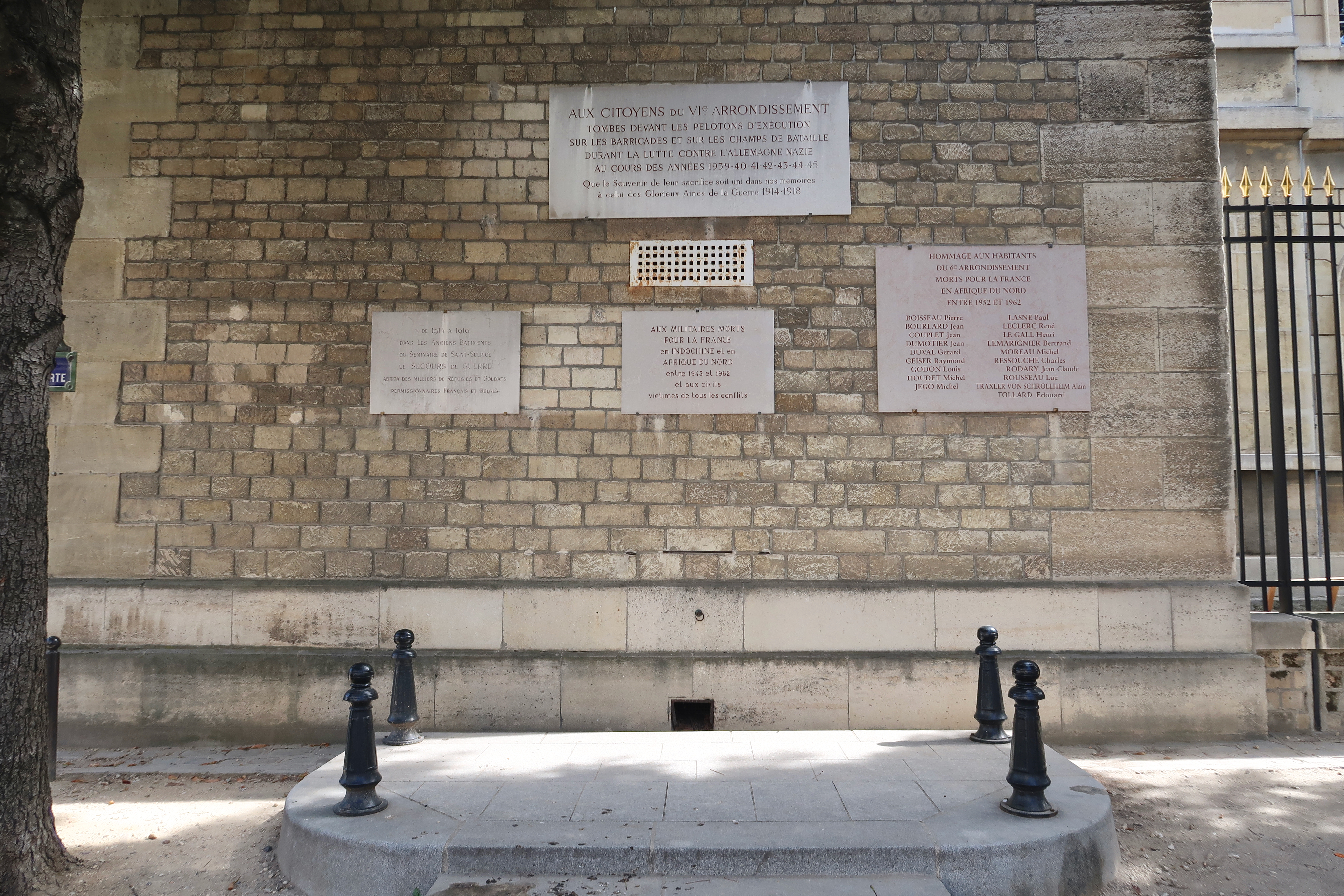
Espace mémoriel, en face de la mairie.

## Origine du nom
Son nom rend hommage au prêtre Jean-Jacques Olier (1608-1657).

## Histoire
Au niveau de la promenade était autrefois installée la Communauté des Filles de l'instruction chrétienne.
La promenade est inaugurée en 1936.

## Description
La promenade est en partie surélevée. Elle comporte une fontaine (fontaine de la Paix), encadrée par des marronniers.
Au sud de la promenade se trouve un espace mémoriel pour les morts de plusieurs conflits militaires ayant impliqué la France. Quatre plaques sont apposées contre un mur : 
- En mémoire de la Première Guerre mondiale. Texte de la plaque : « De 1914 à 1919, dans les anciens bâtiments du séminaire de Saint-Sulpice, le Secours de guerre abrita des milliers de réfugiés et soldats permissionnaires français et belges ».
- En mémoire de la Seconde Guerre mondiale. Texte de la plaque : « Aux citoyens du VIe arrondissement tombés devant les pelotons d'exécution sur les barricades et sur les champs de bataille durant la lutte contre l'Allemagne nazie [...]. Que le Souvenir de leur sacrifice soit uni dans nos mémoires à celui des Glorieux Aînés de la Guerre 1914-1918 ».
- En mémoire de la guerre d'Indochine et des guerres en Afrique du Nord (guerre d'Algérie, etc.). Texte de la plaque : « Aux militaires morts pour la France en Indochine et en Afrique du Nord entre 1945 et 1962, et aux civils victimes de tous les conflits ».
- Dernière plaque, encore sur les guerres en Afrique du Nord : « Hommage aux habitants du 6e arrondissement, morts pour la France en Afrique du Nord entre 1952 et 1962 ». Suit une liste de noms.